# 1310
- Wikisource

| Calendário gregoriano                                                        | 1310 MCCCX                                           |
| Ab urbe condita                                                              | 2063                                                 |
| Calendário arménio                                                           | 759 – 760                                            |
| Calendário bahá'í                                                            | -534 – -533                                          |
| Calendário budista                                                           | 1854                                                 |
| Calendário chinês                                                            | 4006 – 4007 Início a 31 de janeiro (aproximadamente) |
| Calendário copta                                                             | 1026 – 1027                                          |
| Calendário etíope                                                            | 1302 – 1303                                          |
| Calendários hindus - Vikram Samvat - Calendário nacional indiano - Cáli Iuga | 1365 – 1366 1231 – 1232 4410 – 4411                  |
| Calendário Holoceno                                                          | 11310                                                |
| Calendário islâmico                                                          | 710 – 711                                            |
| Calendário judaico                                                           | 5070 – 5071                                          |
| Calendário persa                                                             | 688 – 689                                            |
| Calendário rúnico                                                            | 1560                                                 |
| Calendário solar tailandês                                                   | 1853                                                 |

1310 (MCCCX, na numeração romana) foi um ano comum do Calendário Juliano, da Era de Cristo, e a sua letra dominical foi D (53 semanas), teve início a uma quinta-feira e terminou também a uma quinta-feira.
| Ano completo                        |
| ----------------------------------- |
| Ano comum com início à quinta-feira |

## Eventos
- 11 de maio – Na França, 54 membros da Ordem dos Templários são queimados acusados de heresia.

## Nascimentos
- 30 de abril - Casimiro III da Polônia (m. 1370).
- João II de Bettencourt, nobre do Reino de França e Senhor das terras de Béthencourt, m. 1357.
- D. Rui Vasques Pereira, Cavaleiro do Reino de Portugal e senhor de Castelo de Paiva e de Baltar.
- Urbano V, papa e beato beneditino (m. 1370).

## Mortes
- 28 de outubro - Patriarca Atanásio I de Constantinopla (n. 1230)